# Yes (песня Fat Joe, Карди Би и Anuel AA)
«Yes» — песня, записанная американскими рэперами Fat Joe и Карди Би, а также пуэрто-риканским рэпером Anuel AA. Песня была выпущена 6 сентября 2019 года как шестой сингл с альбома Fat Joe Family Ties. Продюсерами стали Cool & Dre.
Песня исполняется на двух языках: куплеты Джо и Карди — на английском языке, а Anuel AA — на испанском. Сама Карди представляется как Ла Карди.
В «Yes» использован сэмпл из песни «Aguanilé» Эктор Лаво и Уилли Колона.

## Чарты
| Чарт (2019)                            | Пиковая позиция |
| -------------------------------------- | --------------- |
| США (Billboard Bubbling Under Hot 100) | 18              |